# Предсмъртна целувка (филм, 1956)
„Предсмъртна целувка“ (на английски: A Kiss Before Dying) е ноар филм на режисьора Герд Осуалд, който излиза на екран през 1956 година.

## Сюжет
Амбициозният студент Бъд Корлис иска да постигне много в живота по всякакъв начин. За да направи това, той се среща с Дороти Кингшип, студентка в неговия колеж, знаейки, че баща й Лео е собственик на голям концерн за топене на мед. Бъд съблазнява Дороти.
Когато Бъд открива, че Дороти е бременна от него, той разбира, че е много вероятно нейният суров баща да я лиши от наследство и цялата му идея за печеливш брак ще отиде на пух и прах. Той уверява Дороти, че ще се грижи за нея и бебето, но все още се колебае, когато Дороти настоява да се оженят. Осъзнавайки хитрия си план, Бъд убива Дороти, симулирайки нейното самоубийство. След това Бъд среща по-голямата и сестра Хелън с надеждата да се ожени за нея с благословията на баща й, „краля на медта“. Няколко месеца след смъртта на Дороти в ръцете на Хелън попадат факти, които поставят под съмнение самоубийството на сестра й и скоро се оказва, че Бъд е познавал Дороти. Хелън няма друг избор, освен да отмъсти за сестра си и да спаси живота си.

## В ролите
| Актьор         | Роля                                |
| -------------- | ----------------------------------- |
| Робърт Уагнър  | Бъд Корлис                          |
| Джефри Хънтър  | Гордън Грант                        |
| Вирджиния Лейт | Джо Девъроу                         |
| Джоан Удуърд   | Дороти Кингшип                      |
| Мери Астор     | г-жа Корлис                         |
| Джордж Макреди | Лео Кингшип                         |
| Робърт Куори   | Дуайт Пауъл                         |
| Хауърд Петри   | Хауърд Чесър, началник на полицията |